# 柯钊
柯钊（1989年3月25日—），湖北省黄石市人，中国足球运动员，现时效力于中超球队河南建业，司职后卫。柯钊自武汉卓尔（湖北绿茵）建队时就担任主力后卫，随队征战了中乙、中甲、中超。

## 球员生涯
柯钊早年在黄石体校踢球，后来进入武汉队。2008年中超联赛，武汉光谷队不满足协处罚而罢赛，随后被中国足协取消注册资格，俱乐部解散。以武汉光谷U19梯队为班底成立的湖北绿茵队征战了2009年中国足球乙级联赛，柯钊和队友们成功冲入甲级。这一年柯钊还代表湖北队参加了第十一届全运会男子足球甲组预赛。从湖北绿茵建队打中乙开始，柯钊一直是球队后防线上的主力。俱乐部后来转让股权，更名为武汉卓尔。2012年武汉卓尔以中甲联赛亚军身份冲上中超，但次年就降回中甲。
2013年3月16日，中国足球超级联赛第2轮武汉卓尔主场迎战北京国安。比赛进入伤停补时阶段，柯钊与北京国安球员马季奇拼抢，马季奇背身护球，柯钊在侧后方用右脚连踢马季奇的支撑腿，随后又用左脚踢向马季奇小腿迎面骨，马季奇倒地。主裁判王迪出示黄牌警告了柯钊，随后赶紧吹哨结束了比赛。赛后，媒体认为王迪出手过轻，柯钊应该吃到红牌。柯钊在微博上向马季奇道了歉，卓尔俱乐部的老板阎志也发表微博致歉。中国足协认定柯钊对马季奇“实施暴力行为”，给柯钊的处罚是禁赛四场、罚款两万元人民币。事后，有媒体称柯钊在2011年7月2日中甲联赛第15轮就有类似犯规。那场比赛的第69分钟，柯钊在明知无法得球的情况下双脚离地飞铲大连阿尔滨外援莫雷拉，后者被铲倒，裁判向柯钊出示黄牌警告。
2016年5月1日，中国足球甲级联赛第7轮武汉卓尔主场对阵新疆天山雪豹的比赛第68分钟，柯钊暴力侵犯新疆队15号阿卜杜力艾则孜。当时阿卜杜力艾则孜在前场带球，柯钊飞起左脚铲向阿卜杜力艾则孜的小腿，后者痛苦倒地。当值主裁判贾志亮仅出示了一张黄牌警告柯钊。赛后，新疆队发表声明称将申诉到底，要求足协严惩柯钊。面对部分球迷在微博上的声讨，柯钊回复称“比赛就是寸土必争，所以可能我动作大了一点，不好意思！但是你们队也踢了我们啊，所以比赛就是这样双方都得拼命，你不用利用舆论压力谢谢”。柯钊后来将这条评论删除。5月6日，中国足协公告，柯钊停赛8场、罚款4万元人民币。
2017年1月，河南建业官方宣布柯钊加盟球队。

## 逸事
由于在2013年中超联赛中侵犯北京国安球员达科·马季奇、在2016年中甲联赛中侵犯新疆天山雪豹球员阿卜杜力艾则孜，柯钊多次暴力犯规引起争议。中国球迷将柯钊与另外四名球员戏称为中国足球“五大恶人”，即“南秦升、北周挺、东戴琳、西柯钊、中望嵩”。